# Celerena lerne
Celerena lerne là một loài bướm đêm trong họ Geometridae.